# Yuan Executivo
O Yuan Executivo é o ramo executivo do governo da República da China (Taiwan). O seu líder é o Premier, que é nomeado pelo Presidente da República da China, e já não necessita de confirmação pelo Yuan Legislativo. O primeiro-ministro pode ser removido por um voto de desconfiança da maioria do Yuan Legislativo, após o qual o Presidente pode remover o primeiro-ministro ou dissolver o Yuan Legislativo e iniciar uma nova eleição para os legisladores. Como muitos sistemas semipresidenciais, o chefe do Poder Executivo não é o Presidente. O primeiro-ministro é o chefe de governo, enquanto o presidente é o chefe de estado. O Presidente pode destituir o Premier.

## Organização e estrutura

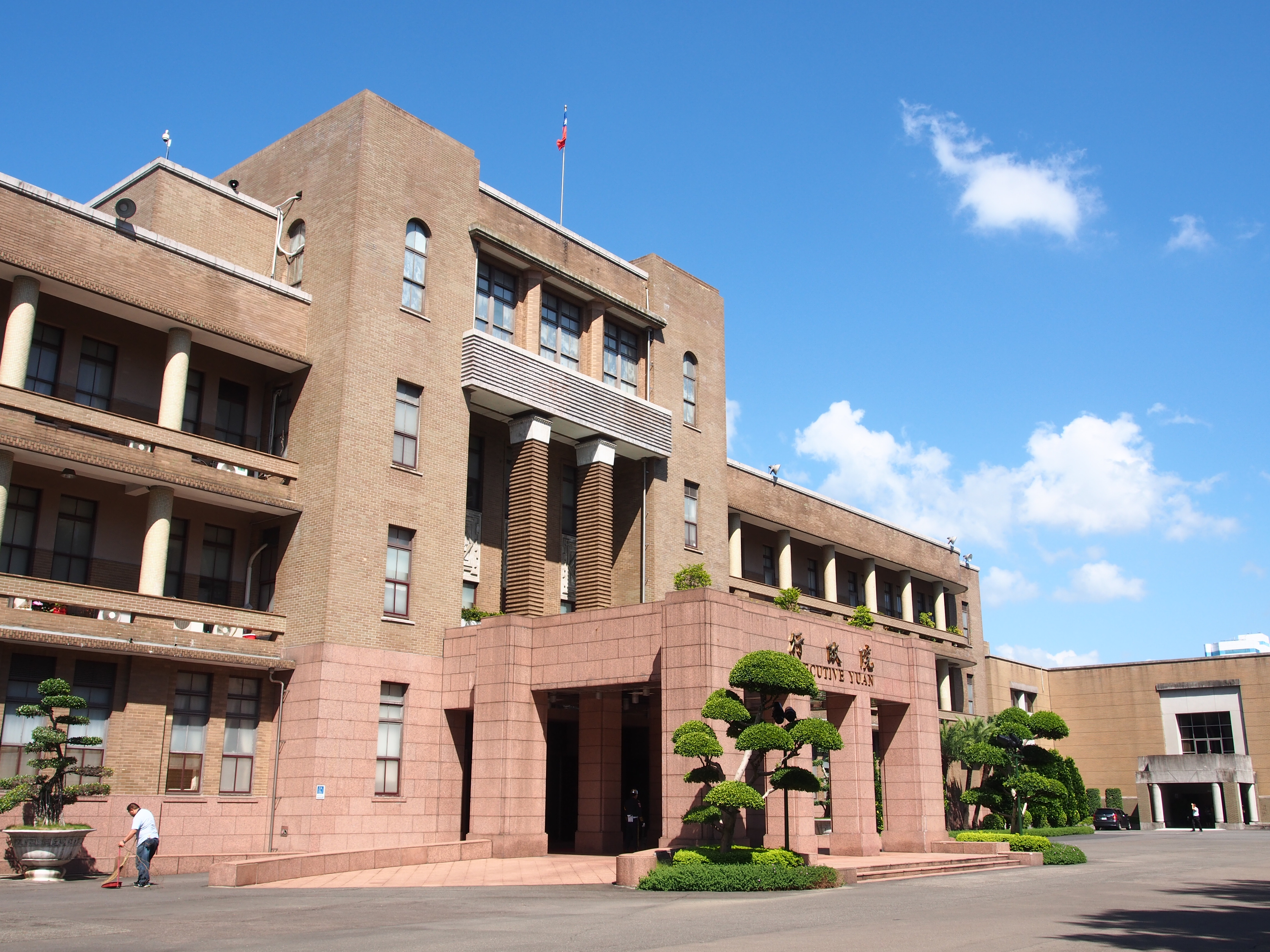
Yuan Executivo

O Yuan Executivo é chefiado pelo Premier (ou Presidente do Yuan Executivo) e inclui seu Vice Premier, doze ministros de gabinete, vários presidentes de comissões e cinco a nove ministros sem pasta. O Vice, ministros e presidentes são nomeados pelo Presidente da República da China por recomendação do Primeiro-ministro.
Sua formação, como um dos cinco ramos ("Yuans") do governo, decorreu dos Três Princípios do Povo, a teoria constitucional de Sun Yat-sen, mas foi ajustado constitucionalmente ao longo dos anos para se adaptar à situação no ROC por mudanças nas leis e na Constituição da República da China.
| Nome             | Nome           | Líder | Líder          | Líder |
| Nome em inglês   | Nome em chinês | Líder | Líder          | Líder |
| ---------------- | -------------- | ----- | -------------- | ----- |
| Premier          | 院長           |       | Chen Chien-jen |       |
| Vice-premiê      | 副院長         |       | Cheng Wen-tsan |       |
| Secretário geral | 秘書長         |       | Li Meng-yen    |       |

## Relação com o Yuan Legislativo
O Conselho do Yuan Executivo deve apresentar aos Legisladores uma declaração de política anual e um relatório administrativo. O Comitê Legislativo também pode convocar membros do Conselho do Yuan Executivo para interrogatório.